# Naranjo (Fajardo)
Naranjo es un barrio ubicado en el municipio de Fajardo en el estado libre asociado de Puerto Rico. En el Censo de 2010 tenía una población de 349 habitantes y una densidad poblacional de 89,95 personas por km².

## Geografía
Naranjo se encuentra ubicado en las coordenadas 18°19′2″N 65°41′50″O / 18.31722, -65.69722. Según la Oficina del Censo de los Estados Unidos, Naranjo tiene una superficie total de 3.88 km², que corresponden a tierra firme.

## Demografía
Según el censo de 2010, había 349 personas residiendo en Naranjo. La densidad de población era de 89,95 hab./km². De los 349 habitantes, Naranjo estaba compuesto por el 79.66% blancos, el 14.61% eran afroamericanos, el 0.29% eran amerindios, el 1.72% eran de otras razas y el 3.72% pertenecían a dos o más razas. Del total de la población el 96.28% eran hispanos o latinos de cualquier raza.